# Cachoeirinha (Tocantins)
Cachoeirinha is een gemeente in de Braziliaanse deelstaat Tocantins. De gemeente telt 2.255 inwoners (schatting 2009).